# Manfred Schmidt (Synchronsprecher)
Manfred Schmidt (* 30. August 1921; † 1. September 2008) war ein deutscher Schauspieler, Hörspiel- und Synchronsprecher.

## Leben
Manfred Schmidt wurde ab 1947 als Hörspielsprecher für Radio Bremen tätig. Später kamen auch Synchronaufträge hinzu, die seine Hauptbetätigung wurden sowie kleinere Rollen als Schauspieler in Fernsehfilmen. Ab 1979 synchronisierte er Desmond Llewelyn als „Q“ in neun James-Bond-Filmen. Insgesamt sprach er 360 Rollen als Synchronsprecher ein. Schmidt starb am 1. September 2008 im Alter von 87 Jahren.

## Filmografie (Auswahl)
- 1958: Maß für Maß
- 1961: Kleines Bezirksgericht
- 1966: Die Tintenfische – Unterwasserdetektive greifen ein (Fernsehserie, eine Folge)
- 1968: Die Spinnstube
- 1968: Die goldene Flöte
- 1969: Der Geizige
- 1971: Der Apotheker
- 1977: Vanessa

## Synchronisationen (Auswahl)
- 1968: 2001: Odyssee im Weltraum: Kenneth Kendall als „BBC-Nachrichtensprecher“
- 1971: Duell: Alexander Lockwood als „Autofahrer“
- 1977: Heidi als „Johann“ (Zeichentrickserie)
- 1977: Entscheidung in der Sierra: Paul Harvey als „Mr. Baughmam“
- 1979: Der Wolfsmensch: Harry Stubbs als „Reverend“
- 1980: Großangriff der Zombies: Eduardo Fajardo als „Dr. Kramer“
- 1979: Muppet Movie als „Eddie der Würger“ (Puppenfilm)
- 1979–1999: James Bond: Desmond Llewelyn als „Q“
  - 1979: Moonraker – Streng geheim
  - 1981: In tödlicher Mission
  - 1983: Octopussy
  - 1985: Im Angesicht des Todes
  - 1987: Lizenz zum Töten
  - 1995: Goldeneye
  - 1997: Der Morgen stirbt nie
  - 1999: Die Welt ist nicht genug
- 2005: Ein Königreich für ein Lama 2 – Kronks großes Abenteuer als „Rudy“ (Zeichentrick)
- 2006: Driving Lessons – Mit Vollgas ins Leben: Jim Norton als „Mr. Fincham“
- 2006: Santa Clause 3 – Eine frostige Bescherung: Peter Boyle als „Vater Zeit“

## Hörspiele (Auswahl)
- 1947: James Hagan: Ein Sonntag-Nachmittag (Erster Schutzmann) – Bearbeitung und Regie: Gert Westphal (Hörspielbearbeitung – RB)
- 1948: Herta Beuss: Die Überfahrt – Regie: Dietrich Haugk (Hörspiel – RB)
- 1948: Paul Henn: Der Raub der Mona Lisa – Regie: Paul Henn (Kurzhörspiel – RB)
- 1948: George Bernard Shaw: Die große Katharina – Regie: Günter Siebert (Hörspielbearbeitung – RB)
- 1948: Otto Lautenschlager: Der gerechte Wang – Regie: Paul Henn (Hörspiel – RB)
- 1948: Manfred Hausmann: Worpsweder Hirtenspiel – Regie: Inge Möller (Hörspiel – RB)
- 1949: Otto-Erich Bischoff: Das Geheimnis des Doktor Lund – Regie: Gert Westphal (Hörspiel – RB)
- 1949: Hans Herbert Westermann: An die Völker der Erde – Regie: Hans Herbert Westermann (Hörspiel – RB)
- 1949: Egon Vietta: Monte Cassino – Regie: Gert Westphal (Hörspiel – RB)
- 1950: Rudolf Gottschalk, Erwin Kowalzig: Die letzten Menschen. Ein vorsorglicher Nachruf – Regie: Gert Westphal (Original-Hörspiel, Science-Fiction-Hörspiel – RB)
- 1950: Friedrich Wilhelm Meyer-Brink: Goldregen (Emir Oma-abd-allah) – Regie: Eberhard Freudenberg (Mundarthörspiel – RB)
- 1950: Fritz Brustat-Naval: In Nacht und Nebel. Ein Hörspiel um die „Canopus“ und das Schicksal eines Feuerschiffs – Nach einer wahren Begebenheit – Regie: Günter Siebert (Originalhörspiel – RB)
- 1950: Erwin Wickert: Rauchwolke über Pearl Harbour. Hörfolge nach Original-Berichten, Dokumenten und Pressenotizen – Regie: Hans Herbert Westermann (Hörbild, Dokumentarhörspiel – RB)
- 1959: Charlotte Rothweiler: Alle inbegriffen. Die Ferienreise als Fertigware – Regie: Wolfgang Schwade (Hörspiel – NDR)
- 1959: Corinne Pulver: Größe 42 – Regie: Otto Kurth (Originalhörspiel – RB/SFB)
- 1959: Karl Hermann Cordt: Überfall auf die Union Bank (Sten Morris) – Regie: Günter Siebert (Originalhörspiel, Kriminalhörspiel – RB)
- 1962: Ken Kaska: Das Fräulein Marohn – Regie: Armas Sten Fühler (Originalhörspiel – RB)
- 1962: Ken Kaska: Der Trick mit der Farbe. Die Lebensgeschichte des Friedrich Terpin, der um 1803 von Pommern nach Amerika auswanderte – Regie: Armas Sten Fühler (Originalhörspiel – RB)
- 1963: Ephraim Kishon: Zigi und Habuba (Ansager) – Regie: Horst Loebe (Originalhörspiel – RB/SDR)
- 1981: Oswald Döpke: Hörspielforum: Ein Brief aus Jerusalem (Kommando-Stimme) – Regie: Oswald Döpke (Originalhörspiel – WDR)
- 1983: Tauno Yliruusi: Mord ist ein Kinderspiel (Talvia) – Regie: Oswald Döpke (Originalhörspiel, Kriminalhörspiel – WDR)
- 1985: Hans-Peter Beyenburg: Gäge der Strom – Regie: Heribert Malchers (Originalhörspiel – WDR)
- 1986: Joseph Conrad: Das Geheimnis von Samburan (Stimmen) – Regie: Günther Sauer (Hörspielbearbeitung – WDR/BR)